# Герхард II (Гелдерн)
Герхард II Дългия (на нидерландски: Gerard II van Gelre, Gerard de Lange; на немски: Gerhard II von Geldern Graf von Wassenberg, der Lange, * ок. 1090/1095, † 24 октомври ок. 1131) от Дом Васенберг, е граф на Гелдерн (1129 – 1131) и граф на Цутфен (1113 – 1131).

## Биография
Той е единственият син на граф Герхард I от Гелдерн (* 1060; † 1129) и Клеменция Аквитанска (* 1046/59, † сл. 1129), дъщеря на граф Вилхелм VII (1023 – 1058), херцог на Аквитания.
Герхард II се жени ок. 1116 г. за графиня Ермгард фон Цутфен († 1138), дъщеря и наследничка на граф Ото II фон Цутфен и Юдит фон Арнщайн. Той обидинява двете графства. Той е в тесен контакт с крал Хайнрих V.
След смъртта му Ермгард фон Цутфен се омъжва за граф Конрад II Люксембургски († 1136).

## Деца
Герхард II и Ермгард имат децата:
- Хайнрих I (* 1117, † 1182), граф на Гелдерн и Цутфен
- Аделхайд (Аделайд, Аделаида) († 1156), омъжена за граф Екберт I фон Текленбург († 1150)
- Саломе, омъжена за Хайнрих I, граф на Олденбург-Вилдесхаузен († 1162).